# McCartney III
McCartney III es el decimoctavo álbum de estudio del músico británico Paul McCartney publicado el 18 de diciembre de 2020 por la compañía discográfica Capitol Records. Sirve como continuación de sus dos primeros álbumes en solitario, McCartney (1970) y McCartney II (1980), y al igual que dichos trabajos, está producido e interpretado por él solo. Este álbum supone un claro éxito mundial para Paul McCartney, que alcanza el primer puesto en las listas semanales de álbumes vendidos en Reino Unido, por primera vez en 31 años, así como en Alemania y Brasil, y el Número 2 en Estados Unidos. Esto convierte a Paul McCartney en el único artista en la historia de la música que alcanza los dos primeros puestos de la lista americana de álbumes más vendidos Billboard 200 al menos una vez durante 6 décadas seguidas. Además, se ha convertido en el primer disco de vinilo más vendido en Estados Unidos en la primera semana de su lanzamiento por lo menos desde el 1991, cuando se implantó el sistema de recuento de ventas Nielsen Soundscan. Contando los álbumes de estudio lanzados con The Beatles y Wings sería el álbum número 37 de la carrera de Paul McCartney.

## Trasfondo
McCartney III fue grabado a inicios de 2020 en el estudio personal de McCartney en Sussex, Inglaterra. Describiendo el proceso de grabación del álbum, McCartney dijo: "Todos los días me ponía a grabar con el instrumento con el que escribí la canción y después ponerle más capas gradualmente; fue muy divertido. Era sobre hacer música para ti en vez de hacerlo como trabajo. Así que, solo hice las cosas que me imaginé hacer. No tenía idea de que terminaría como un álbum". [cita requerida]
Como los dos anteriores álbumes de nombre McCartney, el trabajo instrumental fue grabado por el mismo McCartney. De forma similar, él tocó casi todos los instrumentos en su álbum de 2005 Chaos and Creation in the Backyard. Tras el lanzamiento del álbum, fue descrito por el periodista David Hajdu como, "esencialmente, McCartney III". McCartney también tocó todos los instrumentos él mismo en Rushes y Electric Arguments, ambos álbumes bajo el nombre de The Fireman.
La portada y tipografía del álbum fueron hechas por el artista Edward Ruscha, un cercano a la familia McCartney.

## Promoción
El dominio mccartneyiii.com fue registrado en agosto de 2020 por CSC Corporate Domains, la compañía que previamente registró paulmccartney.com y flaming-pie.com (para la reedición del álbum de 1997 de Paul). La página originalmente aparecía con un aviso de error 303, en vez del usual error 404.
El 16 de octubre, adelantos para el álbum empezaron a aparecer en Spotify con animaciones sobre las portadas de McCartney y McCartney II, mostrando un dado con tres puntos mirando hacia arriba. La siguiente semana, la cuenta de Twitter de Paul McCartney empezó a compartir imágenes cada 33 minutos después de la hora, todos relacionados al número 3. El álbum fue oficialmente anunciado el 21 de octubre de 2020 en las redes sociales de McCartney para un lanzamiento el 11 de diciembre. El 19 de noviembre fue anunciado que, debido a retrasos imprevistos de la producción, el álbum fue retrasado una semana, al 18 de diciembre de 2020.
Desde el 4 de diciembre de 2020, las redes sociales de McCartney, bajo el hashtag #12DaysOfPaul publicaron varios vídeos mostrando el proceso de pintura de murales en varias ciudades del mundo, cada uno con un fragmento de las partituras de cada una de las canciones del álbum. Estos fueron mostrados en el orden en que las canciones salen en el disco. Además, Paul invitó a todos los músicos del mundo a realizar versiones de las canciones mostradas.
El 17 de diciembre, un día antes del lanzamiento, se anunciaron dos apariciones de Paul para ese día; una en The Tonight Show Starring Jimmy Fallon y un especial de Released en YouTube junto a Chris Rock. También se confirmó el lanzamiento de un vídeo musical de «Find My Way» al mismo tiempo que el álbum.

## Lanzamiento
McCartney III fue lanzado en CD, vinilo, y formatos digitales. Las ediciones en vinilo incluyen una variedad de colores: negro estándar, una versión exclusiva de Third Man Records de color amarillo con puntos negros limitada a 333 copias, versión roja de Third Man Records limitada a 3000 copias, versión #SpotifyFansFirst de color claro limitado a 3000 copias en todo el mundo, versión rosada de Newbury Comics limitado a 1500 copias, verde exclusivo de Target, azul exclusivo de tiendas selectas, y blanco exclusivo de otras tiendas. Para las ediciones rojas, verdes, y amarillas con puntos negros, el dado de la portada también está coloreada de sus respectivos colores. Las ediciones blancas, rojas, azules y amarillas también están a la venta en varios paquetes que en total incluyen, además de un CD del álbum: una camiseta, gorra, mascarilla y adorno de Navidad con diseños únicos y una bolsa de tres dados de 3 puntos; algunas caras tienen el texto "MCCARTNEY". Para la edición japonesa y una versión digital de lujo (con un dado multicolor en la portada), se incluyen cuatro canciones extra, que son demos de cuatro de las canciones que aparecen en el álbum. De forma secreta, hay uno de los demos por cada paquete de colores.

## Recepción
McCartney III fue aclamado por los críticos. En Metacritic, página que asigna una calificación normalizada de 100 a partir de reseñas de publicaciones profesionales, el álbum tiene un promedio de 82, basado en 14 reseñas. AnyDecentMusic? le dio un 7.6 de 10, basado en su evaluación de la conclusión crítica.

## Lista de canciones
Todas las canciones compuestas por Paul McCartney.

| N.º | Título                            | Duración |  |
| 1.  | «Long Tailed Winter Bird»         | 5:17     |  |
| 2.  | «Find My Way»                     | 3:55     |  |
| 3.  | «Pretty Boys»                     | 3:01     |  |
| 4.  | «Women And Wives»                 | 2:52     |  |
| 5.  | «Lavatory Lil»                    | 2:23     |  |
| 6.  | «Deep Deep Feeling»               | 8:26     |  |
| 7.  | «Slidin'»                         | 3:24     |  |
| 8.  | «The Kiss of Venus»               | 3:08     |  |
| 9.  | «Seize the Day»                   | 3:22     |  |
| 10. | «Deep Down»                       | 5:54     |  |
| 11. | «Winter Bird / When Winter Comes» | 3:12     |  |

| Canciones extra |                                         |          |  |
| N.º             | Título                                  | Duración |  |
| 12.             | «Women and Wives (descarte de estudio)» |          |  |
| 13.             | «Lavatory Lil (descarte de estudio)»    |          |  |
| 14.             | «The Kiss of Venus (demo de celular)»   |          |  |
| 15.             | «Slidin' (Düsseldorf Jam)»              |          |  |

## Personal
- Paul McCartney - todos los instrumentos y voz
- Rusty Anderson - guitarra eléctrica (7)
- Abe Laboriel Jr - batería (7)